# Xanthoanaptychia
Xanthoanaptychia is een monotypisch geslacht van korstmossen behorend tot de familie Teloschistaceae. Het bevat alleen de soort Xanthoanaptychia kotovii.